# TMEM45A
TMEM45A (англ. Transmembrane protein 45A) – білок, який кодується однойменним геном, розташованим у людей на 3-й хромосомі. Довжина поліпептидного ланцюга білка становить 275 амінокислот, а молекулярна маса — 31 680.
| 10         |  | 20         |  | 30         |  | 40         |  | 50         |
| ---------- |  | ---------- |  | ---------- |  | ---------- |  | ---------- |
| MGNFRGHALP |  | GTFFFIIGLW |  | WCTKSILKYI |  | CKKQKRTCYL |  | GSKTLFYRLE |
| ILEGITIVGM |  | ALTGMAGEQF |  | IPGGPHLMLY |  | DYKQGHWNQL |  | LGWHHFTMYF |
| FFGLLGVADI |  | LCFTISSLPV |  | SLTKLMLSNA |  | LFVEAFIFYN |  | HTHGREMLDI |
| FVHQLLVLVV |  | FLTGLVAFLE |  | FLVRNNVLLE |  | LLRSSLILLQ |  | GSWFFQIGFV |
| LYPPSGGPAW |  | DLMDHENILF |  | LTICFCWHYA |  | VTIVIVGMNY |  | AFITWLVKSR |
| LKRLCSSEVG |  | LLKNAEREQE |  | SEEEM      |  |            |  |            |

A: Аланін

C: Цистеїн

D: Аспарагінова кислота

E: Глутамінова кислота

F: Фенілаланін

G: Гліцин

H: Гістидин

I: Ізолейцин

K: Лізин

L: Лейцин

M: Метіонін

N: Аспарагін

P: Пролін

Q: Глутамін

R: Аргінін

S: Серин

T: Треонін

V: Валін

W: Триптофан

Локалізований у мембрані.